# Ternovi (Tbilískaya, Krasnodar)
Ternovi (en ruso: Терновый) es un jútor del raión de Tbilískaya del krai de Krasnodar, en Rusia. Está situado en las tierras bajas de Kubán-Azov, en la orilla derecha del río Beisuzhok Izquierdo, afluente del Beisug, 17 km al noroeste de Tbilískaya y 93 km al este de Krasnodar, la capital del krai.  Tenía 191 habitantes en 2010.
Pertenece al municipio rural Tbilískoye.